# Egica
Egica, Ergica sau Egicca (c. 610 – 702/703) a fost regele vizigot al Hispaniei și Septimaniei din 687 până la moartea sa. A fost fiul lui Ariberga și frate vitreg a lui Wamba (rege vizigot între 672-680).

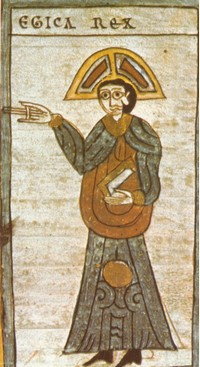
Regele Egica (lat: Egica Rex)

El s-a căsătorit (cca. 670) cu Cixilo, Cixilona, Cioxillo sau Cixila, fiica predecesorului său regal Erwig și soția acestuia, Liuvigoto, care, pe patul de moarte, la 14 noiembrie 687, l-a confirmat pe Egica ca moștenitor al său și l-au trimis la curtea regală din Toledo pentru a fi încoronat. Acolo a fost uns la 24 noiembrie. După căsătoria lui Ergica cu Cixilo, Erwig l-a pus să jure protejarea copiilor săi. Înainte de moartea sa Erwig a cerut un al doilea jurământ, jurând să nu conteste dreptatea poporului. La scurt timp după ce a luat tronul, Ergica a întrunit Consiliul al XV-lea din Toledo la 11 mai 688, în care el a susținut că cele două jurămintele sunt contradictorii (pentru că pentru a face dreptate poporul era necesară rănirea copiilor lui Erwig) astfel a solicitat consiliului de episcopi a elibera unuia dintre jurăminte. Egica, cu toate acestea, s-a întâlnit cu oponentul său, Julian din Toledo. Consiliul i-a permis lui Egica să-și abandoneze soția însă doar temporar a anulat jurământul de a proteja copiii lui Erwig. Ergica a așteptat până la moartea lui Julian (690), pentru a apela la un al doilea consiliu provincial în Tarraconensis, care a dus la trimiterea văduvei lui Erwig, Liuvigoto, la o mănăstire.
În 691, Ergica a supravegheat începutul clădirii Bisericii San Pedro de la Nave din Zamora.
În 693, mitropolitul de Toledo, Sisebert, a condus o rebeliune împotriva lui Ergica în dorința de a ridica un om pe nume Suniefred la tron. Rebelii au controlat Toledo pentru un timp, pentru că ei au putut să emita monede în numele potențialului uzurpator. Planul de asasinare a lui Ergica realizat de Liuvigoto, vaduva regina, și mai mulți consilieri principali nu a reușit, și Sisebert a fost caterisit și excomunicat. Mai mult decât atât, urmașii lui au fost excluși de la deținerea unor funcții și orice alt rebel sau descendent al unui rebel, care s-ar putea ridica împotriva lui Ergica a fost vândut în sclavie.
În 694, Ergica a adoptat cea mai severă lege anti-evreiască a unui rege vizigot de până atunci. A întrunit al XVII-lea conciuliu din Toledo în care cerea ca evreii să fie sclavii creștinilor iar orice copil evreu de peste șapte ani să fie luați și crescuți de către creștini. Creștinii care posedau sclavi evrei, erau investiți și cu proprietatea acestora, și plăteau impozite asupra pe evrei. În orașele în care evreii au fost considerați indispensabili pentru economie, această lege nu a fost aplicată. Într-adevăr această lege a fost executată cu greu dincolo de granițele capitalei.